# Honfleur, una sera, foce della Senna
Honfleur, una sera, foce della Senna (Honfleur, un soir, embouchure de la Seine) è un dipinto a olio su tela (64,2x80 cm) realizzato nel 1886 dal Georges-Pierre Seurat; raffigura un tramonto in toni grigi della marina di Honfleur, suggerendo un'atmosfera di suggestiva malinconia
È conservato nel Museum of Modern Art di New York.
I quadro venne dipinto in estate quando il pittore decise di fare un viaggio nella località raffigurata, con l'intento di svilupparne una serie di tele raffiguranti la medesima in diversi momenti della gioia
Tra il 1889 ed il 1890 Seurat dipingerà la cornice di sei centimetri.